# 特纳先生
《畫世紀：透納先生》（英語：Mr. Turner）是一部2014年迈克·李编剧并执导的英国传记片，讲述英国19世纪浪漫主义风景画家约瑟夫·玛罗德·威廉·透纳的生平故事。Timothy Spall、Dorothy Atkinson、Marion Bailey和Paul Jesson主演。影片入围2014年戛纳电影节主竞赛单元，蒂莫西·斯波赢得最佳男演员奖。英国和美国分别于2014年10月31日、12月19日上映。

## 剧情
重点讲述了透纳从因画成名直到病危故去的一整段充满创作激情的人生，尤其是在他晚年自1840年代起即致力于绘画形式与色彩的探索。

## 角色
- 蒂莫西·斯波 - 约瑟夫·玛罗德·威廉·透纳
- Dorothy Atkinson - Hannah Danby
- Lesley Manville - Mary Somerville
- Roger Ashton-Griffiths - Henry William Pickersgill
- Joshua McGuire - John Ruskin
- Robert Portal - Charles Lock Eastlake
- Jamie King - David Roberts
- James Norton - Francis Willoughby
- James Fleet - John Constable
- Martin Savage - Benjamin Haydon
- Paul Jesson - William Turner, J. M. W. 特纳的父亲
- Ruth Sheen - Sarah Danby
- Sinead Matthews - Queen Victoria
- Tom Wlaschiha - Prince Albert
- Amy Dawson - Georgiana Danby
- Marion Bailey - Mrs. Booth
- Richard Dixon - Mr. Manners
- Angie Wallis - Mrs. Beaumont
- Sandy Foster - Evelina
- Michael Keane - Rev. Prendergast
- Peter Wight
- Oliver Maltman

## 制作
导演迈克·李对透纳评价道：“一生都是伟大的、崇高的、激进的画家，从他的生平中可以源源不断地挖掘出有趣的素材，他一直是一个充满魅力的男子，一个导演必须对自己镜头下的人物感同身受，而透纳的一生命运多舛，我当然非常能理解他。”
主演斯波表示为了不让自己在银幕上露出破绽因此花费两年时间学习画画，他称自己最努力的部分是揣摩透纳的情绪，“他与母亲的关系在他的心里留有旧伤，他在与女性面对的时候情绪完全是不正常的。”

## 评价
在戛纳影展上首映后，英国媒体《每日邮报》和《卫报》都给出满分五分的高度认可，其他国家媒体也给出了较高的评价。斯波的表演获得了广泛认可，媒体及专业观众在看片后都预测他为影帝热门人选。烂番茄新鲜度96%，Metacritic上媒体综评93分，获得高度赞誉。

## 奖项
- 纽约影评人协会奖最佳男主角
- 第27届欧洲电影奖最佳男主角
- 第19届卫星奖最佳摄影

第87届奥斯卡金像奖
- 最佳摄影提名：Dick Pope
- 最佳配乐提名：Gary Yershon
- 最佳艺术指导提名：Suzie Davies, Charlotte Watts
- 最佳服装设计提名：Jacqueline Durran